# П'єрр Торссон
П'єрр Торссон  (швед. Pierre Thorsson, 21 червня 1966) — шведський гандболіст, олімпійський медаліст.

## Виступи на Олімпіадах
| Олімпіада      | Дисципліна | Місце |
| -------------- | ---------- | ----- |
| Барселона 1992 | гандбол    | 2     |
| Атланта 1996   | гандбол    | 2     |
| Сідней 2000    | гандбол    | 2     |

## Зовнішні посилання
- Досьє на sport.references.com [Архівовано 25 вересня 2015 у Wayback Machine.]